# Jeong Seon

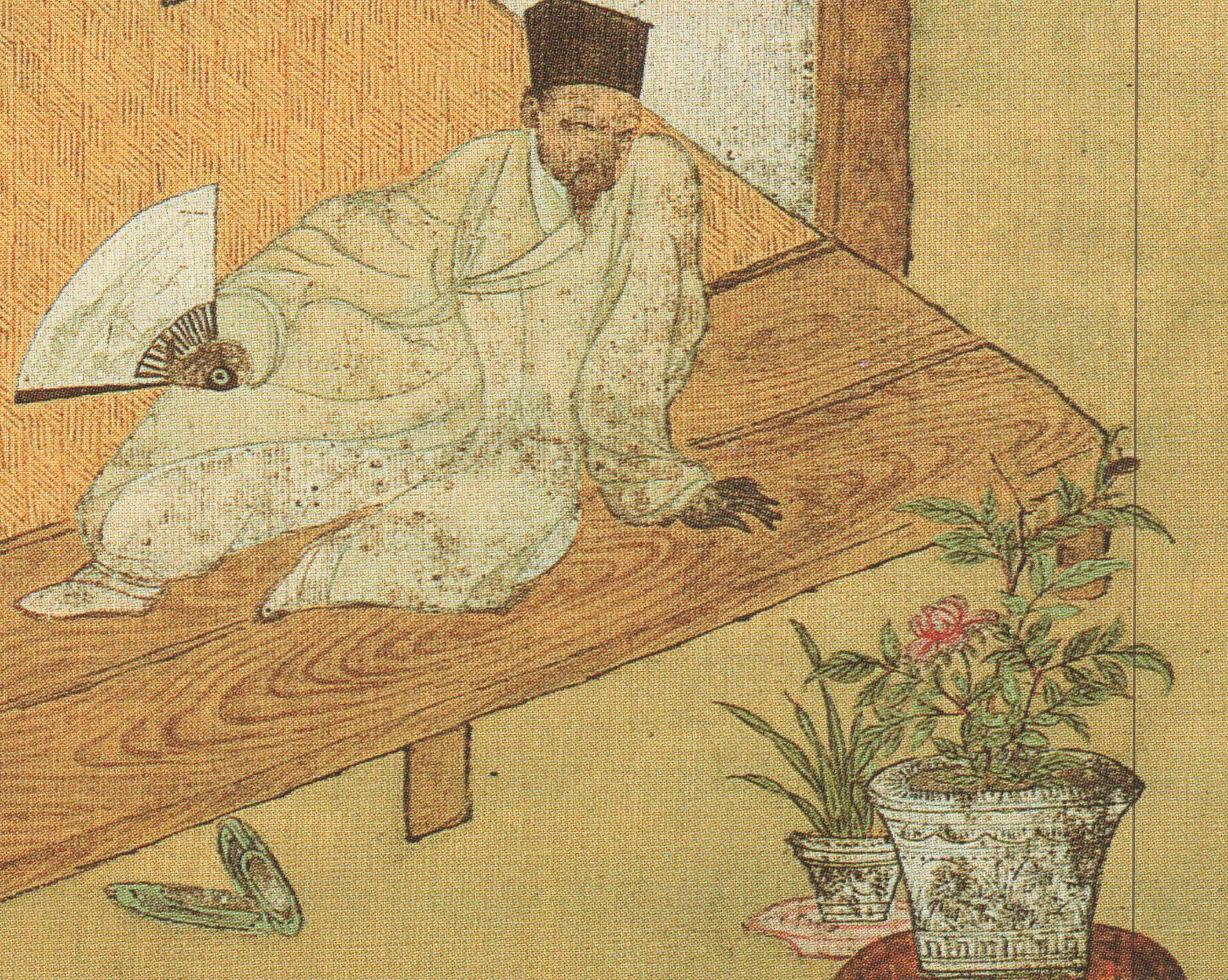
Jeong Seon
Hangul - 정선
Hanja - 鄭敾

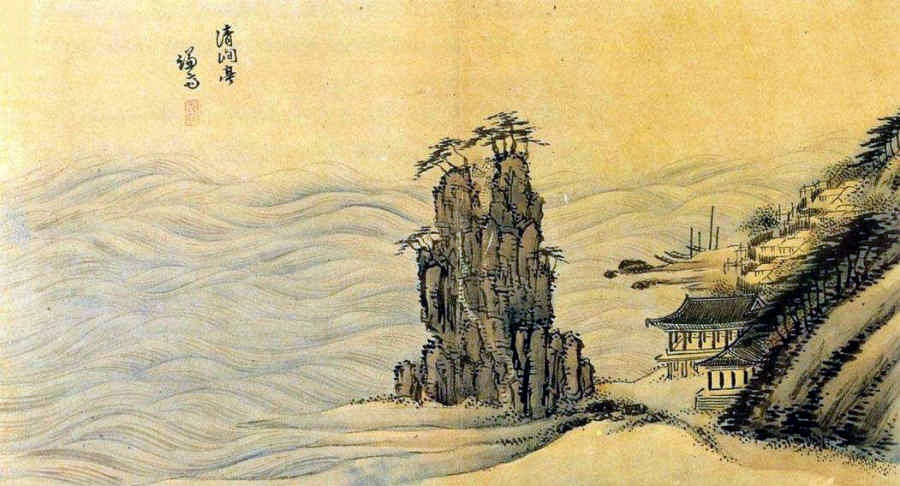

Jeong Seon (정선, 16 de febrero de 1676–20 de abril de 1759) fue un pintor conocido de la dinastía Joseon de Corea. 
Fue uno de los pocos pintores conocidos de Corea para apartarse de los estilos tradicionales Chinos. Jeong Seon inspiró a otros artistas Coreanos a hacer lo mismo, dejando un impacto duradero en el arte coreano de la era Joseon.

## Galería
| #   | Título                                                                        | Año        | Técnica y tamaño                               | Localización                  | Ilustración |
| 1.  | Inwangjesaekdo 인왕재색도                                                     | 1751       | ink-and-oil painting 79.2 cm × 138.2 cm        | Museo Leeum                   |             |
| 2.  | Geumgang jeondo 금강전도                                                      | 1734       | pintura de tinta y acuarela 130.7 cm × 94.1 cm | Ho-Am Art Museum              |             |
| 3.  | "Una casa aislada cerca de un valle en Mt. Inwangsan" 인곡유거도 (仁谷幽居圖) |            | pintura de tinta y acuarela 27.5 x 27.3 cm     | Museo de Arte Gansong         |             |
| 4.  | Soyojeong 소요정 (逍遙亭)                                                     | 18th siglo | pintura de tinta y acuarela 130.7 cm × 94.1 cm | colección privada             |             |
| 5.  | Cheongpunggye 청풍계 (淸風溪)                                                 | 18th siglo | pintura de tinta y acuarela 96.5 x 36.1 cm     | Museo de Universidad de Corea |             |
| 6.  | Bakyeon Caída de Agua 박연폭포 (朴淵瀑布)                                     | 18th siglo | pintura de tinta y acuarela 119.4×51.9㎝       | colección privada             |             |
| 7.  | Gwangjin 광진 (廣津)                                                          | 18th siglo | pintura de tinta y acuarela 20 x 31.5 cm       | Museo de Arte Gansong         |             |
| 8.  | Jaha-dong 자하동 (紫霞洞)                                                     | 18th siglo | pintura de tinta y acuarela 33.7 x 29.5 cm     | Museo de Arte Gansong         |             |
| 9.  | Gaehwasa templo 개화사                                                        | 18th siglo | pintura de tinta y acuarela 31 x 24.8 cm       | Museo de Arte Gansong         |             |
| 10. | Dongjakjin 동작진(銅雀津)                                                     | 18th siglo | pintura de tinta y acuarela 27.5 x 18.5 cm     | colección privada             |             |
| 11. | Gwiraejeong 귀래정 (歸來亭)                                                   | 18th siglo | pintura de tinta y acuarela 23 x 25 cm         | colección privada             |             |
| 12. | Isujeong 이수정 (二水亭)                                                      | 18th siglo | pintura de tinta y acuarela 23 x 25 cm         | colección privada             |             |
| 13. | Gwiraejeong 인곡유거도(仁谷幽居圖)                                            | 1742       | pintura de tinta y acuarela 27.3*27.5 cm       | Museo de Arte Gansong         |             |
| 14. | Dosan Seowon 도산서원도                                                       | 18th siglo |                                                | colección privada             |             |
| 15. | Jukseoru 죽서루                                                               | 1738       | pintura de tinta y acuarela 32.3 x 57.8 cm     | Museo de Arte Gansong         |             |
| 16. | Changeumun 창의문(彰義門)                                                     | 18th siglo | pintura de tinta y acuarela 29.5 x 33.2 cm     | Museo Nacional de Corea       |             |
| 17. | Ingokjeongsa 인곡정사(仁谷精舍)                                               | 1742       | pintura de tinta y acuarela 22.5 x 32.5 cm     | colección privada             |             |
| 18. | Mangyangjeong 망양정                                                          | 18th siglo | pintura de tinta y acuarela 32.3 x 57.8 cm     | Museo de Arte Gansong         |             |
| 19. | Chuil hanmyo 추일한묘 (秋日閑猫, 가을날 한가로운 고양이)                      | 18th siglo |                                                |                               |             |
| 20. | Yuksangmyodo 육상묘도                                                         | 1739       | pintura de tinta y acuarela 146.5 x 63㎝       | colección privada             |             |